# 성국 (가수)
성국은 대한민국의 가수이다. 2012년 1집 앨범 [The 남자]로 데뷔했다.

## 방송
- 보이스킹 (2021) - 준결승
- kbs 아침마당 도전꿈의무대 5승 (2018)
- mbc 음악중심
- kbs 노래가 좋아

## 음반
- The 남자 (2012)
- 우비 (2012)
- 당 떨어져요 (2017)
- 소녀와 꽃 (2019)
- 가슴시린 발라드 6집 (2019)
- DREAM (2020)
- 우화(雨花) (2020)

### 성국이와 상도
- 사랑의 대리운전 (2014)

## 공연
- 2018 아침마당 도전 꿈의 무대 동창회 첫번째 콘서트 (2018)
- 아침마당 도전 꿈의 무대 동창회 두 번째 콘서트 - 인천 (2019)
- 단독 콘서트 - 2023.2.23

## 경력
- 경기도 홍보대사 (2022 ~ 현재)
- 문화유산회복재단 홍보대사 (2019 ~ 현재)
- 경기마을교육 공동체 사회적협동조합 (2022 ~ 현재)
- 날고 기는 프로젝트 대표
- 비영리 민간단체 더 아트플러스 대표
  - 경기도 홍보대사 (2022. 2)
- 문화예술공동체 사회적협동조합 
  - 홍보이사  (2021)